# Porsche 996
La Porsche 996 è un'autovettura sportiva prodotta dalla casa automobilistica tedesca Porsche. 
È la quarta generazione della 911, fabbricata dal 1997 al 2005.

## Profilo e contesto

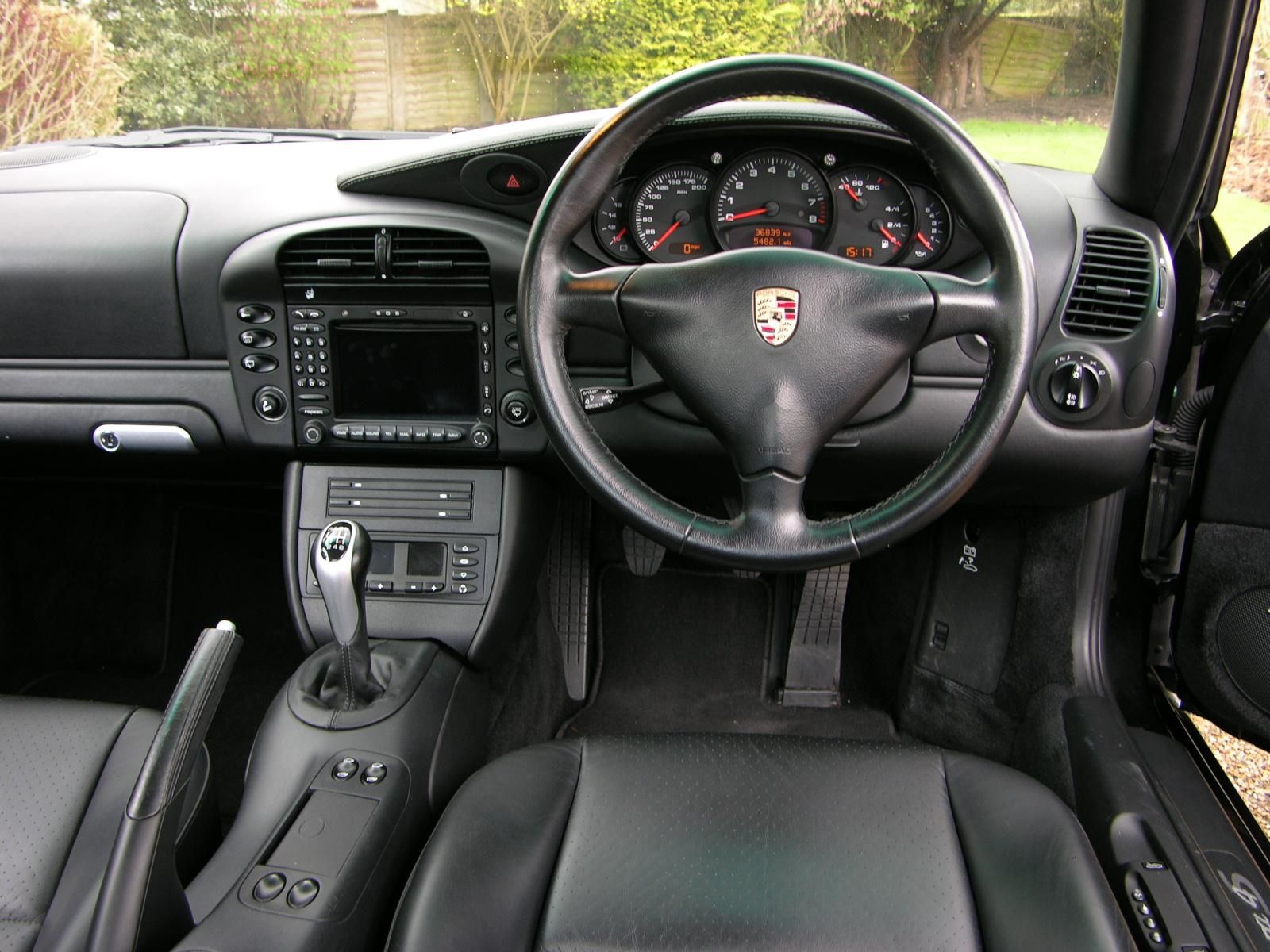
Interni

Col modello 993 la 911 aveva raggiunto il massimo sviluppo possibile. Grazie alla sospensione "LSA" il comportamento era ottimo, all'altezza delle migliori GT a motore centrale, ma il raffreddamento ad aria impediva ulteriori evoluzioni, come ad esempio una testata a 4 valvole per cilindro. Inoltre la linea del padiglione (invariata dal '63) non consentiva ulteriori affinamenti aerodinamici. Bisognava progettare un modello completamente nuovo, ma che mantenesse l'identità estetica e meccanica (motore 6 cilindri boxer posteriore a sbalzo) della 911, evitando gli errori commessi con le varie Porsche 944 e Porsche 968: evolute tecnicamente, ma fallimenti commerciali.
Fu così che alla fine del 1997 nacque la 911 serie 996. Un modello completamente nuovo, sia tecnicamente che esteticamente, ma indubbiamente legato alla tradizione, in pratica una riedizione dei modelli tradizionali.
Dal punto di vista tecnico le novità riguardarono soprattutto le sospensioni anteriori (comuni alla Porsche Boxster) a quadrilateri ed il motore, sempre sei cilindri boxer, ma con raffreddamento ad acqua e testata a 4 valvole per cilindro. Posteriormente venne riproposta una riedizione della sofisticata sospensione posteriore "LSA". L'ESP integrava il lavoro delle sospensioni ed erano disponibili due tipi di trazione: posteriore o integrale permanente a gestione elettronica.
Grazie alla distribuzione a 24 valvole con fasatura variabile il boxer, nonostante la cilindrata ridotta a 3387 cm³, era in grado di fornire 296 CV.
Anche gli interni erano completamente nuovi.
La gamma era composta dalle versioni coupé e cabriolet alle quali s'aggiunse successivamente la versione Targa con tetto in cristallo, come sulla 993.
La 996 ha portato grandi cambiamenti rispetto alla precedente 993: è stata la prima ad essere dotata di un motore raffreddato ad acqua nonché della distribuzione a quattro valvole per cilindro, ha una linea esterna ed un abitacolo completamente ridisegnati e un più alto livello di comfort. Date tutte queste innovazioni, i puristi l'hanno considerata un modello totalmente nuovo e non un'ulteriore tappa dell'evoluzione della 911. È stata inoltre la 911 più venduta della storia.
Ciò nonostante la 996 non è stata gradita ai clienti, che contestarono la fanaleria anteriore piuttosto vistosa a "uovo fritto" che soppiantava per la prima volta i fari tondi tipici della 911 e della Targa.
Non insensibile al malcontento, attraverso un restyling intermedio anticipato dalla versione Turbo, è stata ridotta la forma del faro per giungere di nuovo con il modello 997 alla tipica configurazione del frontale in osservanza alla tradizione Porsche.

## Evoluzione
Nel 2000, la potenza del modello Carrera base è stata aumentata a 224 kW (305 CV).

### 996 GT3

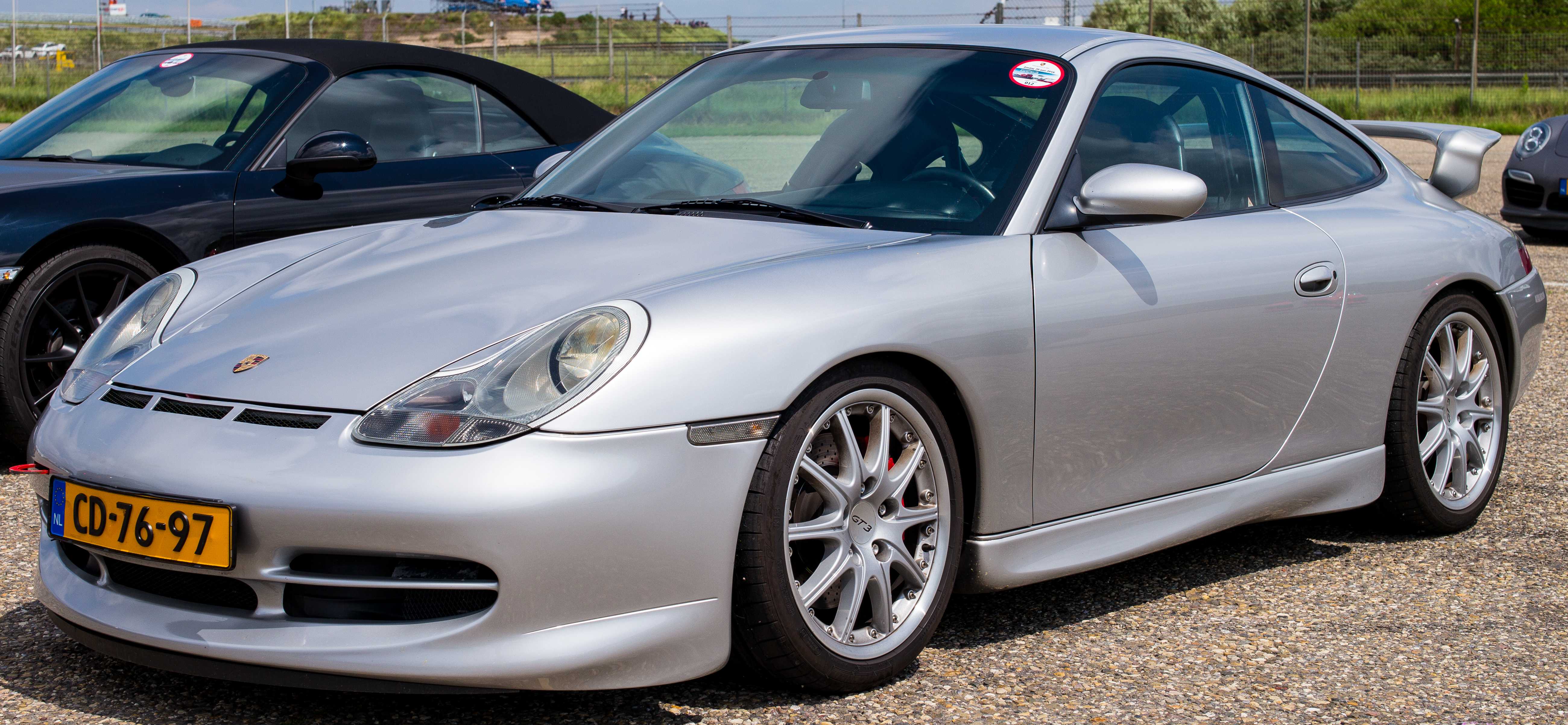
GT3

La GT3 era basata motoristicamente e meccanicamente sulla 996 Carrera, ma è stata deprivata di una grande parte dell'equipaggiamento di serie per risparmiare peso, con sospensioni più rigide e regolabili e freni maggiorati. La GT3 utilizza però la scocca allargata e irrigidita anteriormente della Carrera 4 senza avere però le quattro ruote motrici. La GT3 è stata prodotta in due versioni. La prima, comunemente nota come Mk.I GT3, è stata introdotta nel 1999 ed aveva il 3,6 litri aspirato da 265 kW (360 CV). Questo motore era condiviso con la 996 Turbo ma senza turbo ed era un derivato del motore sviluppato per la 911 GT1. La variante Mk.II GT3 basata sul restyling della 996, presenta un'aerodinamica aggiornata e una versione più potente del motore da 3,6 litri da 280 kW (381  CV).

### 996 Turbo

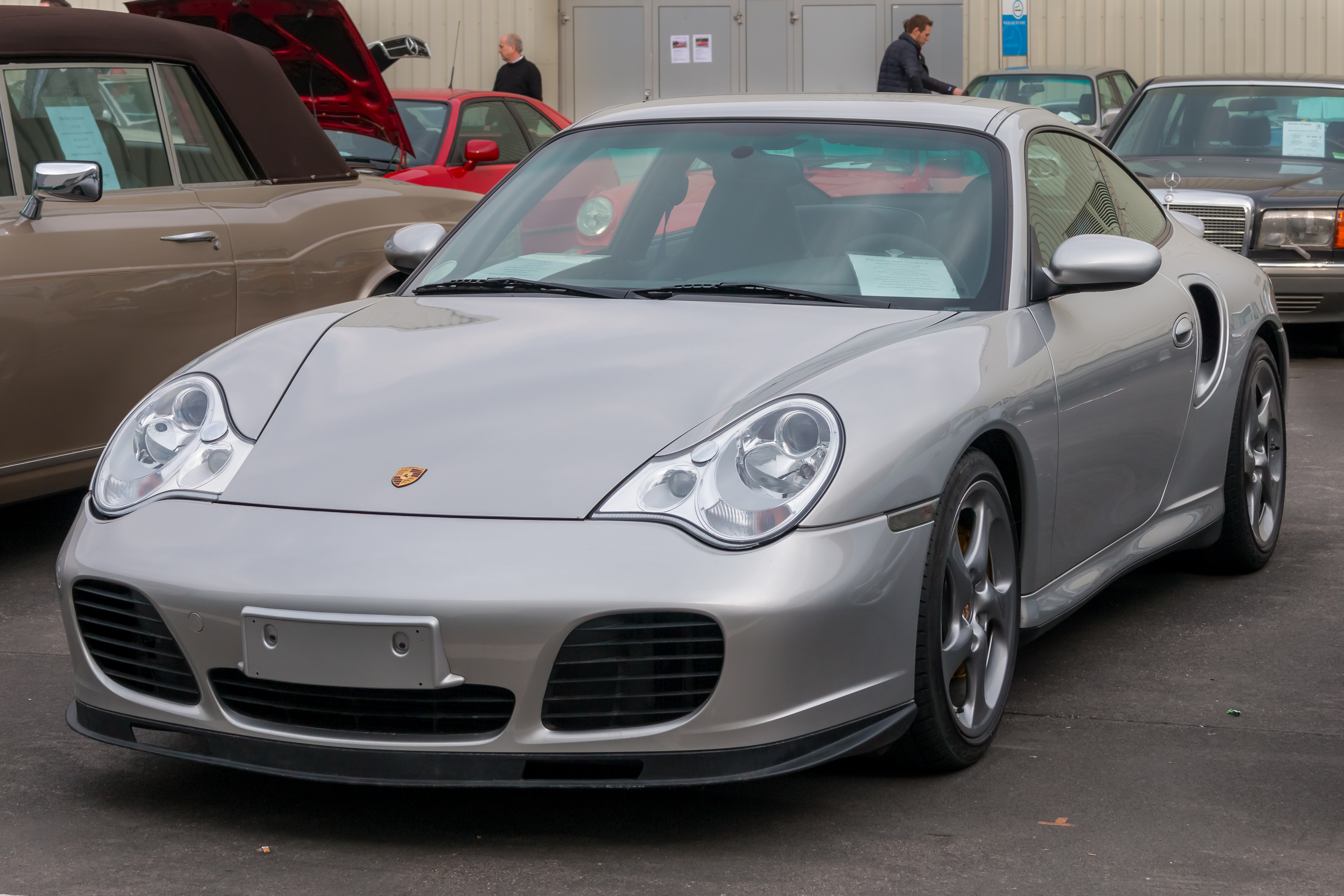
Turbo S

La 996 Turbo ha debuttato al Salone di Francoforte nel settembre 1999. La Turbo è alimentata da un motore da 3,6 litri biturbo con intercooler raffreddato ad acqua derivato dalla 911 GT1 vincitrice a Le Mans nel 1998. Il motore ha una potenza di 309 kW (420 CV) a 6000 giri/min e 563 Nm di coppia.
I modelli Turbo utilizzano il basamento in alluminio della 993 raffreddata ad aria con un sistema di lubrificazione a carter secco. I sei cilindri sono rivestiti in Nikasil. È dotato di un sistema di trazione integrale permanente ed è disponibile con cambio manuale a 6 marce o Tiptronic a 5 marce. Presenta una carrozzeria rivista (nuova griglia e prese d'aria per consentire un maggiore flusso d'aria ai 3 radiatori anteriori e parafanghi maggiorati per poter ospitare ruote e pneumatici da 18 pollici) nuovi fari bi-xeno e un'ala posteriore fissa; sui modelli statunitensi era disponibile uno spoiler posteriore regolabile elettronicamente che si alzava a una velocità di 122 km/h e si abbassava a 58 km/h. 
Nel 2002 è stato reso disponibile il pacchetto X50, che include turbocompressori e intercooler K24 più grandi, una centralina elettronica rivista e uno scarico a quattro uscite, che ne aumentano la potenza a 331 kW (450 CV). 
La Turbo Cabriolet è stata introdotta nel 2004.

### 996 GT2

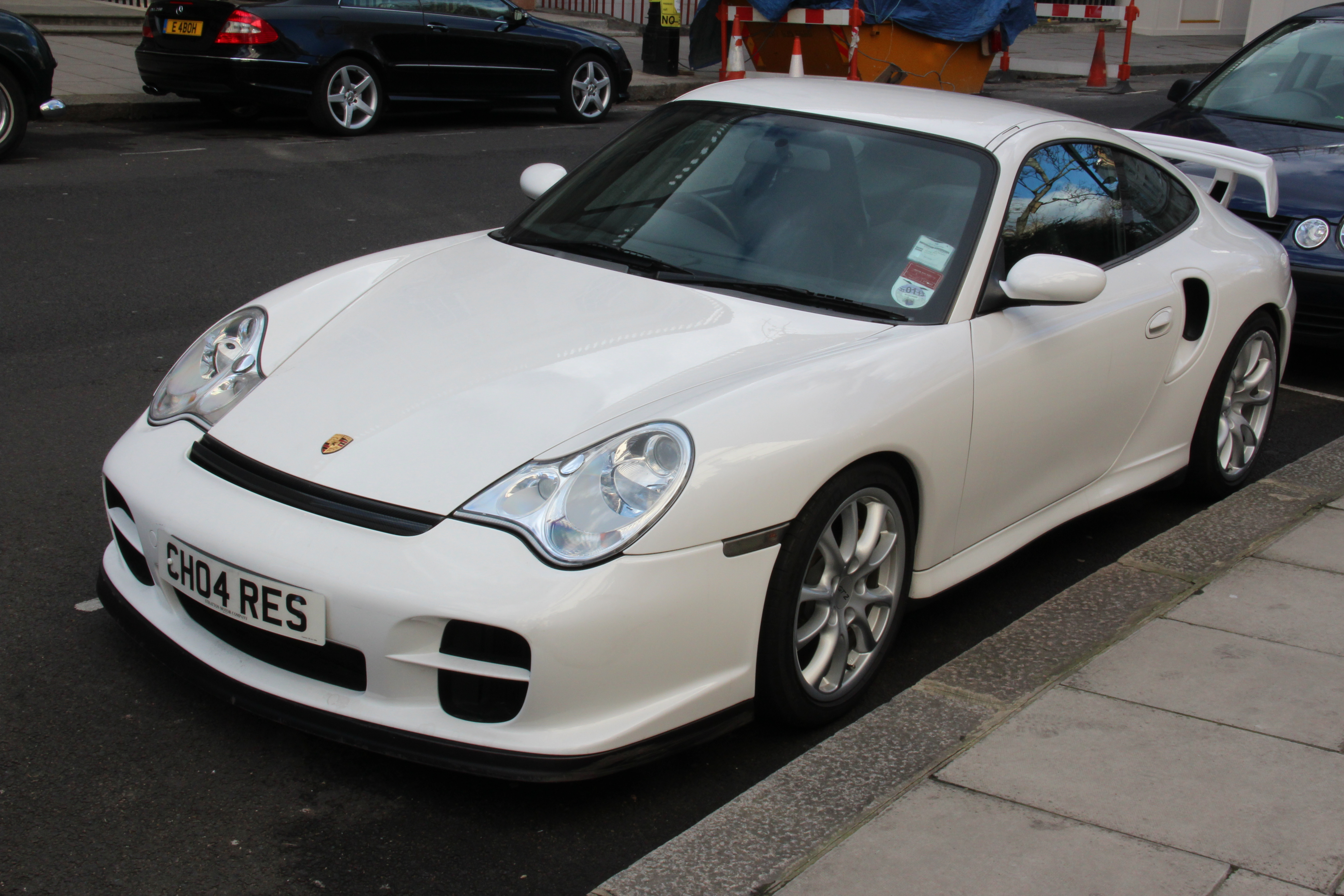
GT2

La controparte turbocompressa della GT3, denominata GT2 e presentata nel 2001, anch'essa disponibile solo a trazione posteriore per risparmiare peso ed evitare perdite di potenza attraverso albero di trasmissione (la GT2 è stata costruita per competere nella classe GT2 racing, che vietava l'uso di un sistema di trazione integrale). La GT2 ha ricevuto una serie di kit e parti aerodinamiche sulla carrozzeria come l'ala posteriore fissa (realizzata in CFRP dal 2003) e una versione potenziata del motore biturbo da 3,6 litri della 996 Turbo, con turbocompressori e intercooler più grandi, un sistema di aspirazione e scarico rivisto e un software di controllo del motore riprogrammato. Il risultato è stato di 356 kW (484 CV) a 5.700 giri/min e 640 Nm tra i 3500 e i 4500 giri/min, sufficienti per far accelerare l'auto da 0 a 97 km/h in 3,9 secondi e raggiungere a una velocità massima di 315 km/h. Inoltre sia le ruote che gli pneumatici sono stati maggiorati insieme ai freni in carboceramica, per sopperire alla maggior potenza del propulsore. Sulla GT2 nell'abitacolo sono stati rimossi i sedili posteriore e l'aria condizionata e c'è al loro posto un roll-bar.  Sia la GT3 che la GT2 c'è solo il cambio manuale a 6 marce.

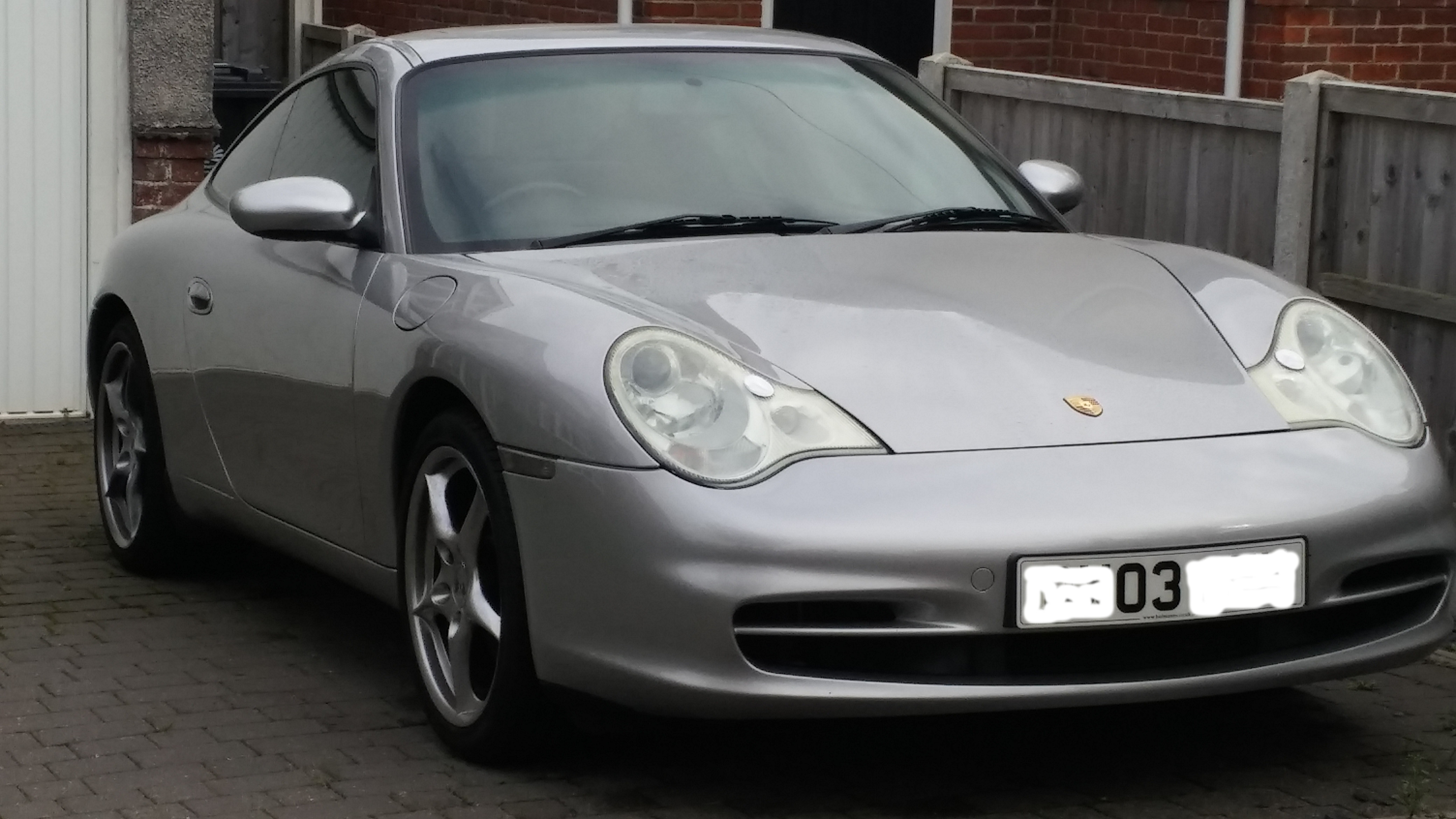
996 restyling

### Restyling 2002
Nel 2002 i modelli Carrera sono stati sottoposti al restyling, caratterizzato da un motore più grande da 3,6 litri disponibile su tutta la gamma, ottenendo 11 kW (15 CV) di potenza. Sempre nel 2002 fu introdotto per la prima volta il modello Carrera 4S. La C4S condivide la carrozzeria con parafanghi allargati della Turbo, così come i freni e le sospensioni.

### 996 GT3 RS

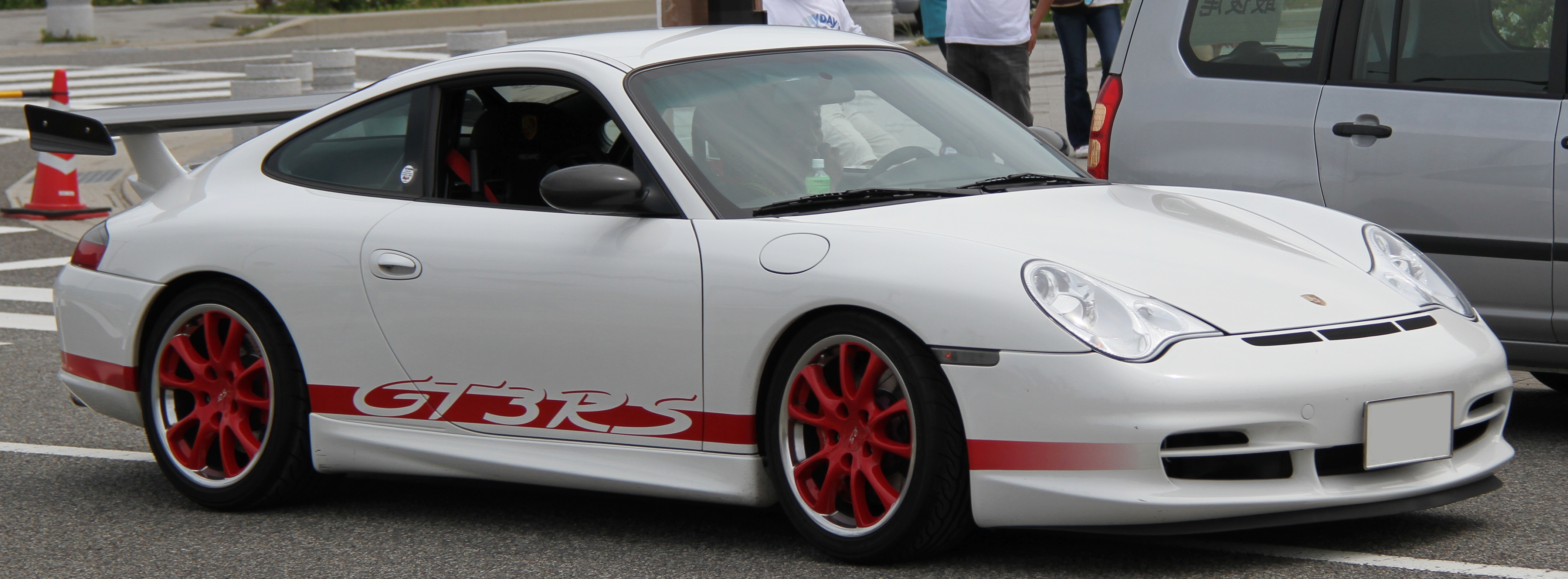
996 GT3 RS

Nel 2003 viene presentata una versione migliorata, alleggerita e più potente della GT3, incentrata sull'uso in pista chiamata GT3 RS (dove RS è l'abbreviazione del tedesco RennSport, letteralmente "sport da corsa"). Esteticamente si caratterizza per l'ala posteriore e i caratteristici cerchi blu o rossi con gli adesivi laterali "GT3 RS", che richiamano la Carrera 2.7 RS dei primi anni '70. La 996 GT3 RS è più leggera della 996 GT3 grazie al lunotto in policarbonato, al cofano in fibra di carbonio, ai freni in carboceramica che sono anche più resistenti al calore e alla fatica.
La 996 GT3 RS ha un motore leggermente diverso rispetto alla 996 GT3. Le testate dei cilindri della 996 GT3 RS hanno condotti di aspirazione e scarico modificati. Gli ammortizzatori sono stati modificati e risultano tra il 10 e il 15 percento più rigidi rispetto alla 996 GT3. La RS ha un'altezza da terra inferiore di 3 mm rispetto alla GT3.
L'alettone posteriore produce 35 kg di carico aerodinamico a 201 km/h. La RS ha condotti d'aspirazione direttamente sul cofano motore posteriore che forzano l'ingresso dell'aria nel motore.
La 996 GT3 RS è stata prodotta dal 2003 al 2005. La RS ha completato un giro del Nürburgring in 7:43, quattro secondi più veloce della 996 GT2, la variante 996 top di gamma dell'epoca.

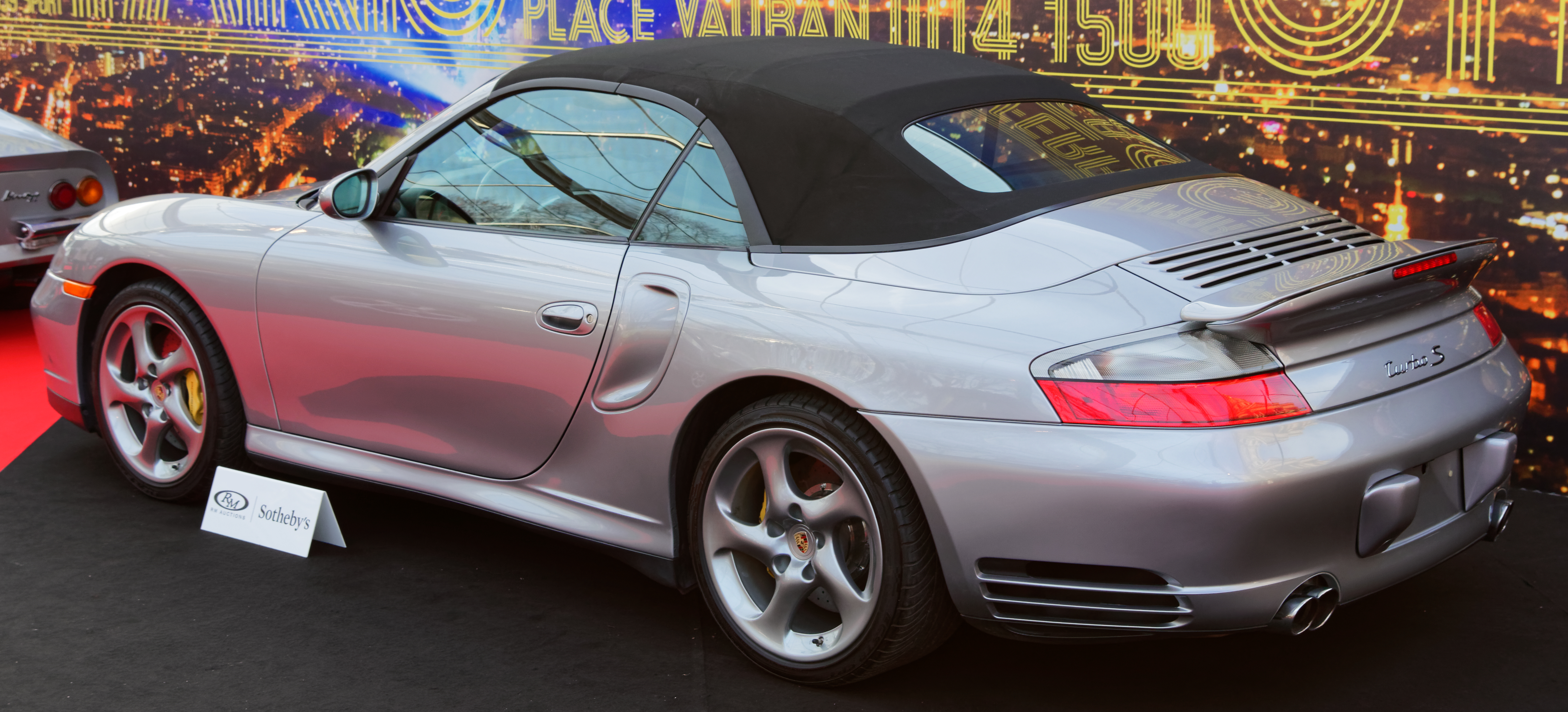
Turbo S Cabrio

### 996 Turbo S
Nel 2005 Porsche al salone di Ginevra ha introdotto la Turbo S, variante che si differenzia per avere di serie il pacchetto X50 che comprende vari accessori e migliorie meccaniche, tra cui: turbocompressori più grandi con potenza aumentata a 450 CV e velocità massima di 307 km/h. Realizzata in 1 500 esemplari, la Turbo S rappresenta ultima evoluzione della 996.